# Global Supply Systems
Global Supply Systems fue una aerolínea de carga británica con base en el aeropuerto de Londres-Stansted. Proporcionaba aeronaves de carga a compañías aéreas en modalidad wet lease.

## Historia
La compañía cambió su nombre a Global Supply Systems Ltd. el 31 de enero de 2001 y comenzó a operar el 29 de junio de 2002. Comenzó a operar para British Airways World Cargo entre Londres-Stansted, Fráncfort y Hong Kong utilizando un carguero Boeing 747-400F en arrendamiento sin tripulación a su socio Atlas Air. La compañía fue fundada por Atlas Air y John R. Porter y era de propiedad mayoritariamente británica (51%), con Atlas Air como accionista minoritario (49%).
En enero de 2014, British Airways World Cargo, principal cliente de la aerolínea, rescindió su contrato con Global Supply Systems, con efecto a partir del 30 de abril. GSS no logró encontrar un nuevo cliente y cesó sus operaciones ese mismo año.

## Flota histórica
Global Supply Systems operó las siguientes aeronaves:
| Aeronaves       | Total | Introducido | Retirado | Matrículas              | Notas                                     |
| --------------- | ----- | ----------- | -------- | ----------------------- | ----------------------------------------- |
| Boeing 747-8F   | 3     | 2002        | 2012     | G-GSSA, G-GSSB y G-GSSC | Operados para British Airways World Cargo |
| Boeing 747-400F | 3     | 2011        | 2014     | G-GSSD, G-GSSE y G-GSSF | Operados para British Airways World Cargo |